# Terradillos
Terradillos é um município da Espanha na província de Salamanca, comunidade autónoma de Castela e Leão, de área 33,11 km² com população de 3389 habitantes (2007) e densidade populacional de 96,44 hab/km².

## Demografia
| Variação demográfica do município entre 1991 e 2004 | Variação demográfica do município entre 1991 e 2004 | Variação demográfica do município entre 1991 e 2004 | Variação demográfica do município entre 1991 e 2004 |
| --------------------------------------------------- | --------------------------------------------------- | --------------------------------------------------- | --------------------------------------------------- |
| 1991                                                | 1996                                                | 2001                                                | 2004                                                |
| 1743                                                | 2842                                                | 3030                                                | 3192                                                |